# William Painter (inventor)
William Painter (20 de noviembre de 1838 – 15 de julio de 1906) fue un ingeniero mecánico, inventor del tapón corona y fundador de Crown Cork and Seal Company, en la actualidad Crown Holdings, una empresa incluida en la lista Fortune 500.
Painter nació en Triadelphia, por entonces una pequeña población fabril. Tiene más de 80 patentes, incluyendo el tapón común de botella o chapa, el abrebotellas, una máquina para coronar ampollas, una máquina de plegado de papel, un asiento de expulsión de seguridad para trenes de pasajeros y una máquina para detectar monedas falsas.